# 中村春二
中村 春二（なかむら はるじ、1877年〈明治10年〉3月31日 - 1924年〈大正13年〉2月21日）は、明治末期から大正期の教育者にして成蹊学園の創立者。

## 来歴
国文学者で御歌所寄人もつとめた中村秋香の長男として生まれる。
番町小学校尋常科（現・千代田区立番町小学校）を経て、1890年（明治23年）に高等師範学校附属小学校高等科（現・筑波大学附属小学校）、1896年（明治29年）に東京高等師範学校附属尋常中学校（現・筑波大学附属中学校・高等学校）を卒業。旧制第一高等学校を経て、1899年9月東京帝国大学文科大学国文科に入学、1903年7月に卒業。
その後、東京高師附属中学校長をつとめていた嘉納治五郎に招かれ、母校で教鞭をとる。1906年（明治39年）、人物教育を志した春二は今村銀行頭取の今村繁三（東京高師附属中学時代の同窓生でリース校を経てケンブリッジ大学卒業）の支援を得て本郷西片町（現在の文京区）の自宅に学生塾を開く。
1907年（明治40年）、塾を「成蹊園」と名付け、この頃、後の三菱財閥総帥岩崎小弥太（東京高師附属中学時代の同窓生で、ケンブリッジ大学卒業）が支援に加わる。その後、池袋に成蹊実務学校、成蹊中学校、成蹊小学校、成蹊実業専門学校を、目白に成蹊女学校を開設。1919年（大正8年）、5校を統一して初等教育・高等普通教育・専門教育を目的とする財団法人成蹊学園を設立。岩崎家の別荘のあった吉祥寺に8万坪の土地を提供され、小学校・中学校・実業学校・実業専門学校の移転を進めていた矢先の1924年（大正13年）2月21日、48歳で急死した。

### 歿後
1924年3月、小学校・中学校・実業学校・実業専門学校が吉祥寺の現在地に移転。1925年（大正14年）、当時としては珍しい私立の七年制旧制高等学校である成蹊高等学校が開設される（尋常科4年・高等科（文科・理科）3年）。戦後の学制改革に伴い、旧制成蹊高等学校は改組、新制成蹊中学校・高等学校、新制成蹊大学が開設された。
創立の地は現在、豊島区立元池袋史跡公園になっており、記念碑がたてられている。